# Barahiya
Barahiya (o Barhiya, Barhaiya) è una suddivisione dell'India, classificata come municipality, di 39.745 abitanti, situata nel distretto di Lakhisarai, nello stato federato del Bihar. In base al numero di abitanti la città rientra nella classe III (da 20.000 a 49.999 persone).

## Geografia fisica
La città è situata a 25° 16' 60 N e 86° 1' 60 E e ha un'altitudine di 33 m s.l.m..

## Società

### Evoluzione demografica
Al censimento del 2001 la popolazione di Barahiya assommava a 39.745 persone, delle quali 21.073 maschi e 18.672 femmine. I bambini di età inferiore o uguale ai sei anni assommavano a 6.012, dei quali 3.089 maschi e 2.923 femmine. Infine, coloro che erano in grado di saper almeno leggere e scrivere erano 20.928, dei quali 12.705 maschi e 8.223 femmine.